# Ghost Story (série télévisée)
Pour les articles homonymes, voir Ghost Story.
Ghost Story est une série télévisée américaine en 23 épisodes de 50 minutes, créée par Richard Matheson et diffusée entre le 17 mars 1972 et le 30 mars 1973 sur le réseau NBC.
La série est inédite dans les pays francophones.

## Synopsis
La série est une anthologie d'histoires fantastiques où apparaissant des sorcières, vampires et autres fantômes. En cours de diffusion, elle a changé de nom en introduisant des histoires faisant une place plus large au suspense et à l'effroi en s'éloignant des thèmes sur le surnaturel.

## Distribution
Au même titre que d'autres anthologies de l'époque comme Night Gallery, le seul acteur récurrent est celui qui présente les histoires. Dans le cas qui nous intéresse, il s'agit de Sebastian Cabot durant les quatorze premiers épisodes. Il incarne le personnage de Winston Essex. Il n'apparaîtra plus à partir du quinzième qui sera introduit après le générique. Comme toutes les séries de ce genre, un nombre important d'acteurs et d'actrices célèbres ont participé à des épisodes.

## Fiche technique
- Titre original : Ghost Story (épisodes 1 à 14) puis Circle of Fear (épisodes 15 à 23)
- Créateur : Richard Matheson
- Conseillers créatifs : Jimmy Sangster, Mark Weingart et Seeleg Lester
- Producteurs : Joel Rogosin et William Castle
- Producteur exécutif : William Castle
- Producteur associé : Louis H. Goldstein
- Thème musical : Billy Goldenberg
- Musique : Billy Goldenberg et Robert Prince
- Photographie : Emmett Bergholz, Bill Butler et Joseph F. Biroc
- Montage : Fred Baratta, John Sheets, David Wages et Hugh Chaloupka
- Distribution : Rachel Farberman
- Création des décors : Ross Bellah, Cary Odell et Zoltan Müller
- Supervision des effets spéciaux de maquillage : Ben Lane
- Effets spéciaux : Phil Cory
- Compagnies de production : William Castle Productions - Screen Gems Television
- Compagnie de distribution : Sony Pictures Television
- Pays d'origine :  États-Unis
- Langue : Anglais Mono
- Image : Couleurs
- Durée : 23 x 60 minutes
- Ratio écran : 1.33:1 plein écran 4:3
- Négatif : 35 mm

## Épisodes

### Début de saison (1972):Ghost Story
1. The New House (pilote de la série)
2. The Dead We Leave Behind
3. The Concrete Captain
4. At The Cradle Foot
5. Bad Connection
6. The Summer House
7. Alter-Ego
8. Half a Death
9. House of Evil
10. Cry of the Cat
11. Elegy for a Vampire
12. Touch of Madness
13. Creatures of the Canyon
14. Time of Terror

### Mi-saison (1973):Circle of Fear
1. Death's Head
2. Dark Vengeance
3. Earth, Air, Fire and Water
4. Doorway to Death
5. Legion of Demons
6. The Graveyard Shift
7. Spare Parts
8. The Ghost of Potter's Field
9. The Phantom of Herald Square

## DVD
- États-Unis :

La série a fait l'objet d'une intégrale sur le support DVD.
- Ghost Story aka Circle of Fear The Complete Series (Coffret 6 DVD-9) sorti le 1er mai 2012 édité par Sony Pictures Home Entertainment. Le ratio écran est en 1.33:1 plein écran 4:3. L'audio est en Anglais 2.0 mono sans sous-titres. Les 23 épisodes sont présentés avec des copies remastérisées. Pas de bonus présents. Bien qu'il s'agisse d'une édition Zone 1 NTSC, elle est free zone et peut être visible en Europe. ASIN B007Q0JJD6